# Ніколає-Белческу (комуна, Бакеу)
Ніколає-Белческу (рум. Nicolae Bălcescu) — комуна у повіті Бакеу в Румунії. До складу комуни входять такі села (дані про населення за 2002 рік):
- Букіла (588 осіб)
- Валя-Сяке (2140 осіб)
- Галбень (1291 особа)
- Лергуца (264 особи)
- Ніколає-Белческу (4093 особи) — адміністративний центр комуни

Комуна розташована на відстані 236 км на північ від Бухареста, 10 км на південь від Бакеу, 90 км на південний захід від Ясс, 145 км на північний захід від Галаца, 136 км на північний схід від Брашова.

## Населення
За даними перепису населення 2002 року у комуні проживали 10 296 осіб.
Національний склад населення комуни:
| Національність | Кількість осіб | Відсоток |
| -------------- | -------------- | -------- |
| румуни         | 10262          | 99,7%    |
| угорці         | 23             | 0,2%     |
| чанго          | 5              | < 0,1%   |
| німці          | 3              | < 0,1%   |
| італійці       | 2              | < 0,1%   |
| словаки        | 1              | < 0,1%   |

Рідною мовою назвали:
| Мова       | Кількість осіб | Відсоток |
| ---------- | -------------- | -------- |
| румунську  | 10277          | 99,8%    |
| угорську   | 16             | 0,2%     |
| італійську | 2              | < 0,1%   |
| словацьку  | 1              | < 0,1%   |

Склад населення комуни за віросповіданням:
| Релігія       | Кількість осіб | Відсоток |
| ------------- | -------------- | -------- |
| римо-католики | 8481           | 82,4%    |
| православні   | 1792           | 17,4%    |
| бретрени      | 8              | 0,1%     |
| п'ятдесятники | 4              | < 0,1%   |
| адвентисти    | 1              | < 0,1%   |

## Зовнішні посилання
- Дані про комуну Ніколає-Белческу на сайті Ghidul Primăriilor [Архівовано 3 червня 2011 у Wayback Machine.]